# Xylosma bahamensis
Xylosma bahamensis là một loài thực vật có hoa trong họ Liễu. Loài này được (Britton) Standl. miêu tả khoa học đầu tiên năm 1933.